# Isoctenus taperae
Isoctenus taperae là một loài nhện trong họ Ctenidae.
Loài này thuộc chi Isoctenus. Isoctenus taperae được Cândido Firmino de Mello-Leitão miêu tả năm 1936.